# Diversidad sexual en Rusia
La diversidad sexual en Rusia ha sido durante mucho tiempo tabú y objeto de persecución. La homosexualidad fue descriminalizada en 1917 y en 1933 se convirtió de nuevo en delito. En 1993 las leyes volvieron a ser modificadas para legalizar la homosexualidad. Sin embargo, en el año 2013, el presidente Vladímir Putin auspició una serie de leyes contra la promoción de la homosexualidad.

## Historia

### La Rus de Kiev
La situación de los homosexuales en la Rus de Kiev es poco conocida. En literatura solo se conserva una mención en la Leyenda de Borís y Gleb. El amor del príncipe Borís y el caballero Jorge de Hungría, que le era «amado más allá de la razón», queda claro cuando Boris es asesinado y Jorge se lanza sobre el cuerpo sin vida de Boris, siendo apuñalado. En su muerte dice «No me dejarás atrás, ¡mi adorado señor! Aquí comienza a marchitarse la belleza de tu cuerpo, aseguraos de que mi vida acabe.» Borís y Gleb serían canonizados más tarde. El estudioso Vasili Rozanov ha querido ver en la historia de Moises de Hungría, hermano del anterior Jorge, una historia que, aunque claramente basada en el relato bíblico de José y la esposa de Putifar, cuenta el castigo de un hombre homosexual acosado por una mujer y que no quiere o no puede formar un matrimonio heterosexual.
La introducción del cristianismo ortodoxo en Rusia tuvo dos influencias contradictorias. Por una parte, aparecieron las ceremonias de hermanamiento, similares a los votos de matrimonio, llamados побратимство (pobratimstvo), para dos hombres, y посестримство (posestrimstvo), para dos mujeres. Sin embargo, también se extendió una visión negativa de la homosexualidad, que, al igual que el adulterio o la masturbación, se castigaba con exclusión de la comunión, ayuno o postraciones.

### El Principado de Moscú
Tras liberarse de los mongoles de la Horda de Oro que había dominado el territorio desde el siglo XIII hasta el XV, el centro de poder pasó de Kiev a Moscú, la capital del Principado de Moscú. Los viajeros occidentales del siglo XVI se sorprendían e incluso escandalizaban de que la homosexualidad era vivida abiertamente en Rusia en todas las clases sociales. Según Simon Karlinski, el período moscovita es probablemente «la era de mayor visibilidad y tolerancia para la homosexualidad masculina que el mundo había visto desde los tiempos de la antigua Grecia y Roma». Sin embargo, estas afirmaciones hay que relativizarlas. Posiblemente los relatos sean ciertos, pero sin duda estaban exagerados para resaltar una supuesta naturaleza rusa primitiva y bárbara a ojos occidentales y desacreditar al cristianismo ortodoxo, opuesto al cristianismo católico y protestante de los relatores. A los cronistas les sorprendía que, a diferencia de lo que ocurría en Europa occidental, donde los homosexuales eran perseguidos, encarcelados y ajusticiados, no existían en Rusia leyes que mencionaran a la sodomía. Pero, en general, tanto la homosexualidad, como los comportamientos afeminados para hombres y varoniles para mujeres eran vistos de forma negativa.
De entre los monarcas, el gran príncipe Basilio III llegó a tener problemas para engendrar descendencia. Parece ser que el Gran Príncipe solo era capaz de cumplir con sus obligaciones maritales si uno de los oficiales de su guardia se unía desnudo al matrimonio en el lecho conyugal. Su esposa, Elena Glínskaya, estaba preocupada, no por la presencia del oficial, sino porque se pudiese sospechar que el hijo no era legítimo. Su hijo, el zar Iván el Terrible, a pesar de sus múltiples esposas e hijos, no dejaba de disfrutar de jóvenes hombres vestidos de mujer. De hecho, uno de sus oficiales más despiadados, Fiódor Basmanov, subió en el favor del monarca gracias a sus seductores bailes vestido de mujer. Hasta qué punto muchas de estas historias son ciertas o simplemente calumnias creadas por enemigos, es imposible de saber. El hecho es que fueron aprovechadas posteriormente en la literatura y el cine. Alekséi Konstantínovich Tolstói escribió en 1862 la historia de la relación entre Iván el Terrible y Basmanov en su novela Князь Серебряный (1859-1861; «Príncipe Serebriañi» o «Príncipe de Plata») y Eisenstein la relata en su obra maestra Iván el Terrible (II parte).
En general, los zares mantenían una corte en la que hombres y mujeres vivían vidas separadas; de hecho, tanto zares como zarinas tenían «compañeros de cámara» de su mismo sexo que dormían con ellos. Hubo intentos de hacer el hecho más respetable, usando «compañeros» casados, así que no está claro si esta proximidad era de carácter sexual o no. Ambientes homosociales, como la corte, el ejército, los monasterios y los baños públicos —que aparecieron en el siglo XVII—, no han sido estudiados en profundidad.
Mientras tanto, la Iglesia Ortodoxa Rusa se oponía firmemente a los actos homosexuales. En el sermón XII del metropolitano Daniel, un religioso moscovita que se remonta a la década de 1530, se describen toda una serie de tipos de homosexuales, algunos afeminados, otros no. Los libros penitenciales ortodoxos mencionan a menudo el travestismo como pecado, sobre todo el afeitado y acicalado; también se mencionan los actos sexuales lésbicos.

### Imperio ruso
En 1698, en Inglaterra, un cierto capitán Edward Rigby fue arrestado y condenado por incitación a la realización de actos homosexuales. En el informe del juicio se podía leer que Rigby, durante la seducción de un hombre joven, dijo que los actos homosexuales son la cosa más normal del mundo; Rigby afirmaba haber visto por el agujero de una cerradura incluso al Zar de Rusia, Pedro el Grande, con Alexander, un carpintero que fue elevado a príncipe por Pedro. Pedro el Grande había visitado Inglaterra efectivamente en 1698 y estuvo dos meses en los astilleros de Deptford, donde Rigby había visto supuestamente al Zar. Finalmente, Rigby fue condenado a la picota, una multa de mil libras y un año de prisión; sin embargo, consiguió escapar a Francia. Parece ser que Pedro el Grande era heterosexual, pero en campaña no despreciaba la compañía masculina, sobre todo de hombres de barriga pronunciada, sobre la que le gustaba descansar su cabeza. Otros Romanov con aventuras homosexuales fueron Ana de Rusia, que lo recoge en sus memorias, y Catalina la Grande, aunque parece que solo tuvo un breve affaire con la princesa Dáshkova.
Curiosamente, fue el mismo Pedro el Grande quien introdujo la primera ley en contra de la homosexualidad en el Imperio ruso: en 1716 realizó una serie de artículos para el código militar (conocidos como el Código de Pedro) en los que prohibía el sexo anal entre soldados; estos debían ser la punta de lanza en el cambio de actitudes en el ejército y la marina, en la que se «crean» a los «nuevos hombres». La ley se enmarcaba dentro de una occidentalización y modernización forzosa realizada por Pedro en Rusia: en 1703 fundó San Petersburgo, «la ventana a occidente», e impuso a la aristocracia la cultura occidental, lo que incluía ideas sobre como debían comportarse los hombres. Se discutió una ley similar para la sociedad civil en 1754, pero no se introdujo. Habría que esperar hasta 1835 para que Nicolás I introdujera una prohibición de actos homosexuales entre hombres en el artículo 995 del código civil, castigándolo con hasta cinco años de exilio en Siberia. Era el llamado мужеложство (muzhelozhstvo), delito interpretado por los tribunales como sodomía. Parece haber sido una respuesta a los rumores de sodomía en los internados que debían producir los futuras élites y funcionarios del estado.
Durante los siglos XVIII y XIX hubo una serie de políticos escritores ultraconservadores homosexuales, comenzando por Iván Dmitriev, Ministro de Justicia con Alejandro II e importante poeta sentimentalista, que empleó su posición para rodearse en el ministerio de sus jóvenes amantes; igualmente nepotista fue el conde Serguéi Uvárov, Ministro de Educación con Nicolás I, cuyo gran amor fue el príncipe Mijaíl Dóndukov-Korsakov; otros reaccionarios de importancia de la época fueron Filipp Víguel, Konstantin Leontyev y el príncipe Vladímir Meshcherski. También diversos de entre los parientes de los últimos tres zares eran abiertamente homosexuales; como el gran duque Sergio Aleksándrovich, hermano del zar Alejandro III y tío de zar Nicolás II.

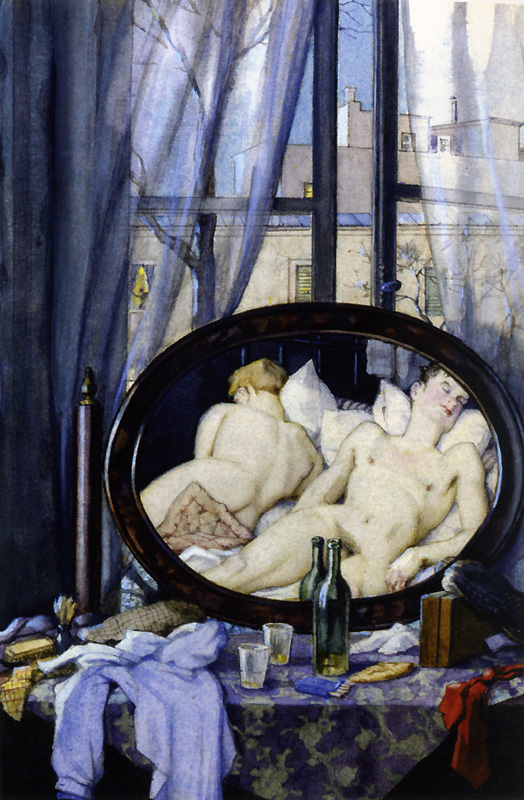
Cuadro Los amantes de Konstantín Sómov.

Sin embargo, no todos los homosexuales de las clases altas fueron reaccionarios, Przewalski, Leóntiev o Chaikovski, llevaban una vida más o menos abiertamente homosexual. Chaikovski estuvo casado, posiblemente para acallar rumores sobre su homosexualidad, pero el matrimonio solo duró efectivamente unas semanas. Tras el fracaso de su matrimonio, Chaikovsky se vio abocado a aceptar sus sentimientos; en una carta a su hermano Anatoli escribió: «Sólo ahora, especialmente después del incidente de mi matrimonio, he llegado a comprender finalmente que nada es tan vano como querer ser aquello que no soy por naturaleza.»
Las lesbianas de clases altas podían pasar la juventud vestidas de chicos y realizado las actividades correspondientes sin problemas, sin embargo, se esperaba que cuando llegase la edad de casarse, cambiasen y se convirtiesen en devotas esposas. Esto no siempre ocurría o salía bien. Nadezhda Durova, posiblemente un hombre transgénero, forzado por su familia a casarse, abandonó a su marido y su hijo dos años después, para unirse a los húsares para luchar contra Napoleón. Las mujeres lesbianas, «esto es, mujeres que aman a mujeres, no se encuentran con infrecuencia [... pero] forman una especie de mundo particular. Esas mujeres se reconocen entre ellas por sus gestos, los movimientos de sus ojos, las expresiones de la cara, etc.» como relataba una mujer de la nobleza, identificada como «Z.», a su médico. Organizadas en «círculos» que se encontraban en privado, eran mucho menos visibles que los hombres.
En 1903 se suavizó la ley contra la homosexualidad masculina. El artículo 516 del nuevo código seguía considerando la muzhelozhstvo como delito, pero solo era condenado a prisión máxima de tres meses, aunque los jueces siguieron condenando con el exilio a Siberia por lo menos otros cuatro o cinco años. Ese mismo año, 1903, durante la preparación de la nueva ley, Vladímir Nabókov, padre del famoso escritor de igual nombre, escribió y publicó un artículo sobre la situación legal de los homosexuales en Rusia. En el artículo argumenta que el Estado no debería interferir con las relaciones sexuales personales.

#### Áreas rurales
Las áreas rurales sufrieron una evolución distinta, más lenta, en comparación con las grandes ciudades. Algunas sectas, originarias en los viejos creyentes, como los jlystý y los skoptsy, que se mantuvieron en zonas rurales más pobres y en el norte remoto, tenían rituales religiosos, folclore y cultura que contenían elementos bisexuales, homosexuales y sadomasoquistas. Por ejemplo, los comerciantes skoptsy eran auténticas dinastías en las que un comerciante adulto adoptaba a un aprendiz/amante joven que luego heredaba el negocio, comenzando el proceso de nuevo.
En el ambiente rural ruso se veía la desviación del patrón heterosexual como una forma de hermafroditismo, conocido de los animales domésticos. Existían numerosas palabras para referirse al fenómeno transgénero, así las mujeres de aspecto o comportamiento masculino eran llamadas мужланка (muzhlanka), вородулиа (borodulia) o супарен (suparen'), entre muchos otros. Los hombres afeminados eran descritos con el verbo devulit'sia y con los sustantivos devulia, babatia, babulia, etc., todos ellos insultantes.

#### Subcultura

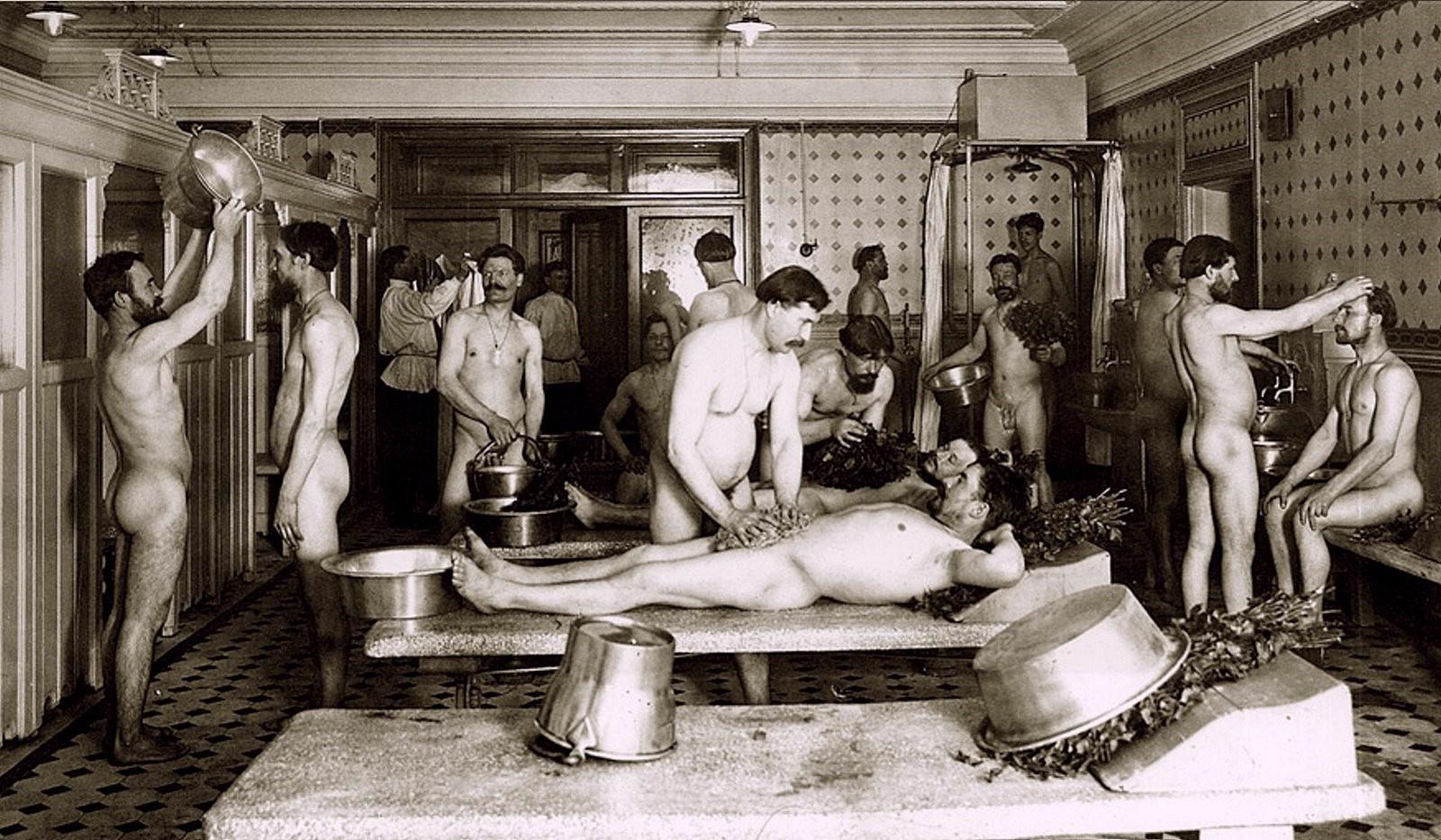
Hacia principios del siglo XX, determinados baños y locales toleraban a los homosexuales. Hacia la década de 1890, la prostitución homosexual en algunos baños se había convertido en un negocio no muy distinto de los prostíbulos heterosexuales. Esto cambió con la revolución soviética, que los puso bajo control estatal o incluso los expropiaba.
Foto puesta en escena para el fotógrafo Karl K. Bulla en los baños Ergov, en San Petersburgo, hacia 1910.

Hacia finales del siglo XIX se desarrolló una subcultura gay en San Petersburgo y, más lentamente, en Moscú, caracterizada por conjunto determinado por encuentros, rituales, ropaje y lenguaje comunes, además de redes de apoyo mutuo.
Uno de los elementos más visibles de esta subcultura era la prostitución masculina, que se podía encontrar en las calles y jardines del centro de la ciudad. Los prostitutos y sus clientes, llamados тётки (tetki), se reconocían a través de un complicado juego de miradas, paseos y conversación aparentemente casual. También la ropa, sobre todo una corbata o elemento rojo, podían ser indicios. Incluso algunos empleaban uniformes para señalar su masculinidad; para estos homosexuales hipermasculinos que preferían a otros hombres masculinos se empleaba la palabra женоненавистник (zhenonenavistnik, literalmente «misóginos»). Existen noticias de bailes de homosexuales (baly zhenonenavistnikov, literalmente «baile de misóginos») anteriores a la I Guerra Mundial, concretamente en Moscú. A estos bailes, aunque realizados dentro de la subcultura de los zhenonenavistnik, acudían también travestidos.
Las lesbianas de clase baja se podían encontrar a menudo en los prostíbulos; como clientes —como muestra el caso de Julia Ostrovleva, una dama de San Petersburgo, que gustaba de visitar prostíbulos vestida de hombre— o como prostitutas, en cuyo caso, si formaban pareja, se las llamaba кошки (koshki, «gatas»). Es posible que ese tipo de relaciones tuviesen mucho que ver con la supervivencia y protección mutua.
Al igual que en otros países europeos en los que la homosexualidad era ilegal, como Alemania e Inglaterra, el chantaje no era desconocido en Rusia. El hecho aparece a menudo en la literatura criminológica de la época. Esta imagen un tanto sórdida del submundo homosexual, que llega a nosotros debido a lo sesgado de nuestras fuentes, deber ser completada con la información procedente de los artistas que incluían la homosexualidad en sus obras y vidas, otra cara de la moneda.

#### La Edad de Plata

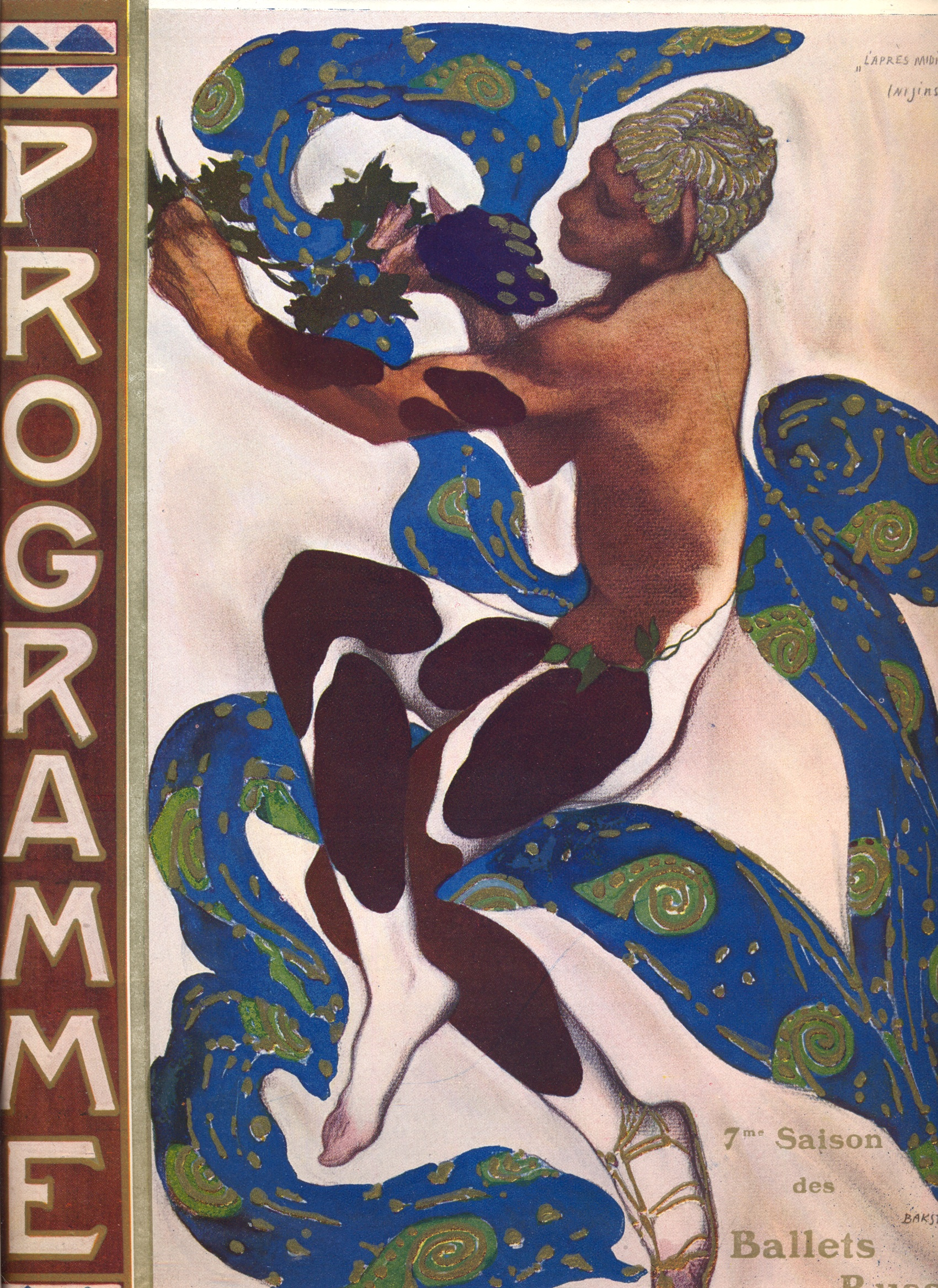
Leon Bakst, Nijinsky en el ballet La siesta del fauno (1912).

De última década del siglo XIX, hasta finales de la década de 1920 se dio lo que se ha llamado la Edad de Plata de la poesía rusa. Durante estos años, pero sobre todo entre la revolución de 1905 y la de 1917, en los que las leyes contra la homosexualidad se suavizaron, la visibilidad y tolerancia frente a personalidades gais y lesbianas generó lo que se ha podido llamar una «edad de oro» de la homosexualidad en Rusia.
Durante las dos últimas décadas del siglo XIX, dos parejas de lesbianas figuraron de forma prominente. Anna Yevréinova, una importante feminista, editaba la revista literaria, Северный вестник (Severny vestnik, «El Heraldo del Norte)», junto con su amante y compañera María Feodorova. La segunda pareja estuvo formada por Polyxena Soloviova, poetisa simbolista, y Natalia Manaseina, que abandonó a su marido para poder vivir con Soloviova. Otra pareja, algo posterior, fue la formada por las poetisas Sofía Parnok y Marina Tsvetáyeva, que se conocieron al comienzo de la I Guerra Mundial y se separaron en 1916. La emergencia cultural del lesbianismo —y de los gais— en la década de 1890 está trabajada literariamente por Aleksandr Amfiteátrov en Девятидесятники (Devyatidesyatniki, «Gente de los [18]90»).
Otros nombres de homosexuales notables en las artes de la época fueron el popular poeta Alekséi Apujtin, que había sido compañero de clase y amante de Chaikovski, y el príncipe Vladímir Meshchersky, novelista y publicista gay, que era invitado habitual en el palacio imperial. Meshchersky fue incluso pillado in fraganti en los jardines del palacio con un soldado de la guardia; el zar Alejandro III en persona se encargó de hacer olvidar el asunto a los testigos y de que se retiraran los cargos. Mijaíl Kuzmin es otro de los nombres importantes, con su novela Крылья («Alas», 1913), de tema abiertamente homosexual, que lo catapultó a la fama. También el anfitrión del salón literario «La Torre», Viatcheslav Ivanovitch Ivanov, era bisexual, al igual que su segunda esposa, Lidia Zinovieva-Annibal, autora de una de las pocas novelas lésbicas rusas, Тридцать три урода («Treinta y tres monstruos»).
Quizás el grupo más conocido fuera el que se formó en torno a la revista Мир иску́сства (Mir iskusstva, «El mundo del arte»), encabezados por Serguéi Diáguilev y su amante, Dimitri Filosófov, aunque no debe olvidarse a Konstantín Sómov. Diáguilev se haría famoso más tarde con sus Ballets Rusos en París, después de romper con Filosófov y hacerse amante del bailarín Vaslav Nijinsky.

### La Unión Soviética

#### Tras la Revolución (1917–1933)
Tras la Revolución de 1917, los bolcheviques abolieron las leyes zaristas, legalizando el divorcio incausado, el aborto y la homosexualidad. La tipificación de la homosexualidad como delito fue retirada en los códigos penales de Rusia de 1922 y 1926, aunque la homofobia social seguía presente. Así fue posible que Gueorgui Chicherin se convirtiese en ministro soviético de Asuntos Exteriores de 1918 a 1930, aunque tuviese que cesar prácticamente sus relaciones con otros homosexuales y fuera enviado a partir de 1925 a diversas clínicas para tratar de «curar» su homosexualidad.
Sin embargo, la legalización de los actos homosexuales consentidos y privados entre adultos solo se aplicaba a Rusia misma. La homosexualidad o la sodomía siguieron siendo crímenes en Azerbaiyán (ilegalizado oficialmente en 1923), así como en las repúblicas soviéticas de Transcaucasia y Asia central durante la década de 1920. Leyes criminales similares fueron implementadas en Uzbekistán en 1926 y Turkmenistán el año siguiente.

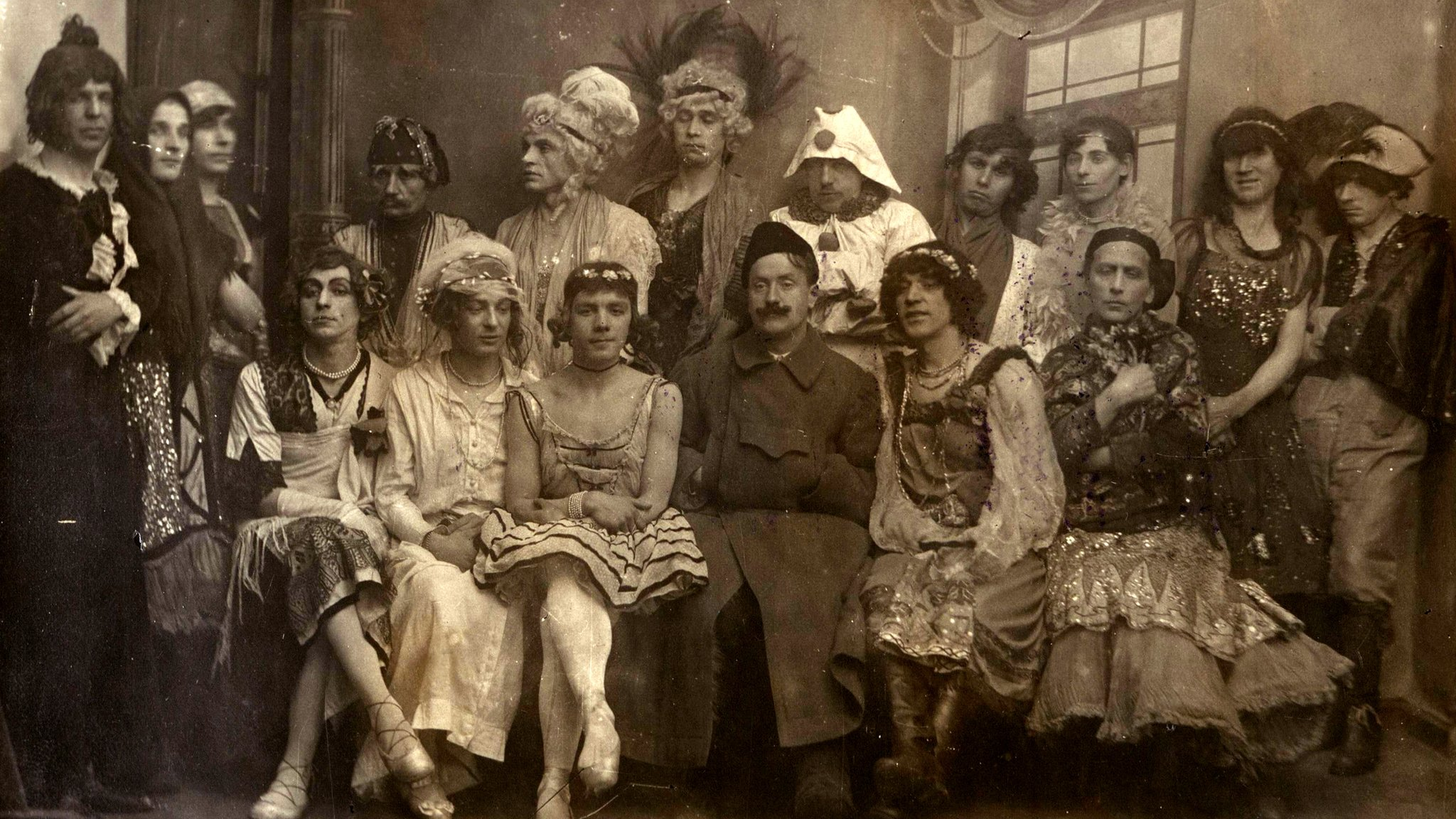
Miembros de un grupo gay clandestino en Petrogrado en 1921.

En 2013 se publicó por primera vez una foto (a la derecha) de un baile de invertidos en Rusia, concretamente en Petrogrado, celebrada el 15 de febrero de 1921, durante los primeros años del régimen soviético. La foto fue hecha por los expertos forenses de la policía, que había realizado una redada en el piso en el que se estaba celebrando la fiesta, tras recibir un chivatazo anónimo sobre actividades «contra natura» en un piso de la calle Simeon n.° 6. Se detuvo a 98 marineros, soldados y civiles —a pesar de que la sodomía había sido legalizada. Se habían reunido a celebrar una «boda de travestidos», muchos de ellos disfrazados en trajes femeninos, «vestidos españoles» y «pelucas blancas», para bailar el vals y el minueto, y socializar con otros hombres. El comisario de justicia responsable justificó la redada con que una muestra pública de tendencias homosexuales podía poner en peligro a las «personalidades sin asentar». Aunque ninguno de los participantes fue condenado, el dueño del piso, Eduard Michel, fue acusado de regentar un burdel según el artículo 171 del código penal de la República Socialista Federativa Soviética de Rusia, delito penado con un mínimo de 3 años de prisión y confiscación de toda o parte de las propiedades.
La Unión Soviética envió delegados al Institut für Sexualwissenschaft, en Alemania, así como a algunas conferencias internacionales sobre la sexualidad humana, que expresaban su apoyo a la legalización de las relaciones homosexuales consentidas y privadas entre adultos. Sin embargo, en la década de 1930, junto con un incremento de la represión política de los disidentes y de las nacionalidades no rusas bajo Stalin, los asuntos LGBTI se enfrentaron a la censura gubernamental y políticas cada vez más represivas en toda la Unión Soviética. La homosexualidad fue declarada oficialmente como una enfermedad. La situación oficial podría ser resumida en el artículo de la Gran Enciclopedia Soviética de 1930, escrito por el experto médico Sereisky:

La legislación soviética no reconoce los crímenes contra la moralidad. Nuestras leyes proceden del principio de protección de la sociedad y por lo tanto contienen castigos solamente en aquellos casos en los que los jóvenes y menores son objetos del interés homosexual [...] mientras reconoce lo incorrecto del desarrollo homosexual [...] nuestra sociedad combina medidas profilácticas y terapéuticas con todas las condiciones necesarias para hacer los conflictos que afligen a los homosexuales tan libres de dolor como sea posible y para resolver su típico distanciamiento de la sociedad dentro del colectivo
Sereisky, Gran Enciclopedia Soviética, 1930, p. 593

A pesar de la actitud negativa del gobierno bolchevique, la subcultura homosexual permaneció próspera durante la década de 1920. En Moscú, los parques alrededor del Bulevar Anillo eran lugares de encuentro preferidos por gais; en San Petersburgo era la Perspectiva Nevsky.

#### El Estalinismo (1933–1953)
En 1933 se añadió el artículo 121 al código penal de la Unión Soviética, en el que se prohibía explícitamente la homosexualidad masculina con hasta cinco años de trabajos forzados en prisión. No se aprobaron leyes contra el lesbianismo. Observadores occidentales estimaron que durante el régimen soviético se encarcelaron entre 800 y 1000 hombres al año por este nuevo delito.
No se conocen las razones específicas que llevaron a la aprobación de la nueva ley. Algunos historiadores han sugerido que la ley aprobada por Iósif Stalin fue, al igual que la ley contra el aborto, un intento de incrementar el índice de natalidad, a la vez que conseguía mejorar sus relaciones con la conservadora Iglesia ortodoxa rusa. Otros han indicado que, durante estos años, la propaganda soviética comenzó a representar la homosexualidad como un signo de fascismo y que el artículo 121 fue posiblemente solo un instrumento para su empleo en contra de disidentes políticos, independientemente de su orientación sexual, solidificando su oposición a la Alemania nazi que había roto su tratado con Rusia. Más recientemente, ha surgido una tercera posible razón entre los papeles y transcripciones soviéticos descalificados. Más allá de los miedos expresados sobre una vasta conspiración «contrarrevolucionaria» o fascista homosexual, hubo varios casos importantes de hombres rusos acusados de pederastia. En 1933, 130 hombres «fueron acusados de ser ‹pederastas› –hombres adultos que tenían sexo con chicos. Debido a que no se conocen informes de la época sobre hombres que tenían sexo con chicos, es posible que el término fuera usado de forma amplia para denominar a homosexuales.» Cualquiera que fuese la razón, la homosexualidad continuó siendo un delito criminal serio hasta que la ley fue retirada en 1993.
El gobierno soviético hizo muy poca publicidad de este cambio en la ley y pocas personas parecían ser conscientes de que existía. En 1934, el comunista británico Harry Whyte escribió una larga carta a Stalin condenando la ley y sus motivos llenos de prejuicios. Presentó una posición marxista en contra de la opresión de los homosexuales como minoría social, comparando la homofobia con el racismo, la xenofobia y el sexismo. Aunque la carta no tuvo respuesta formal, el escritor cultural soviético Máximo Gorki publicó un artículo en los periódicos Pravda e Izvestia titulado «Humanitarismo proletario» en el que parecía rechazar los argumentos de Whyte uno a uno. Rechazó la noción de que los homosexuales fuesen una minoría social y argumentó que la Unión Soviética tenía que combatirlos para proteger a la juventud y luchar contra el fascismo.
Pocos años después, en 1936, el comisario de justicia, Nikolái Krylenko, declaró públicamente que la ley en contra de los homosexuales estaba dirigida con toda razón contra las decadentes y afectadas antiguas clases dirigentes, relacionando así más estrechamente la homosexualidad y la conspiración de derechas, es decir, la aristocracia zarista y los nazis alemanes.
Así la homosexualidad se convirtió en un tema que no podía ser representado, discutido o defendido en público. Los homosexuales o bisexuales rusos que querían un puesto dentro del Partido Comunista debían casarse con una persona del sexo opuesto, independientemente de su orientación sexual. Un ejemplo notable fue el director ruso Serguéi Eisenstein que, a pesar de su homosexualidad, consiguió sobrevivir llevando una doble vida, teniendo aventuras sexuales con hombres, mientras estaba casado con una mujer, y produciendo películas que gustaban a Stalin.

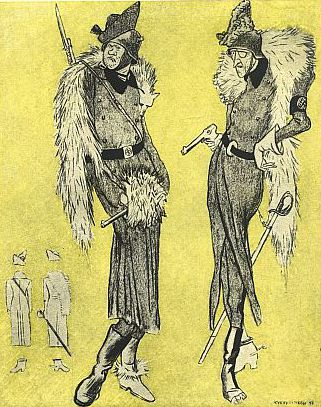
Propaganda de guerra soviética que muestra a dos soldados nazis afeminados.

La homosexualidad no solo era un crimen contra la naturaleza, sino además contra la sociedad. Los actos homosexuales eran una traición a la utopía del estado de los trabajadores y por lo tanto condenables a cinco años de trabajos forzados. Las cifras de hombres desaparecidos en campos de trabajo tras ser condenados por homosexualidad no son conocidas, pero las detenciones masivas durante la Gran Purga garantizaron que la subcultura homosexual resultara invisible durante las siguientes cuatro décadas.
En los campos de trabajo y prisiones existía un sistema de castas entre los prisioneros, de las que la más baja se llamaba опущенный (opushchenñe, literalmente «descendidos» o «degradados»). Los opushchenñe se convertían en «intocables» y debían realizar las tareas más duras y desagradables, dependiendo de la clemencia de los demás prisioneros. Violaciones individuales y en grupo de opushchenñe, y su conversión en esclavos sexuales, era común. Los hombres que eran juzgados por el artículo 121 por homosexualidad y condenados a prisión eran clasificados automáticamente como opushchenñe. Valeri Klímov, condenado a tres años por homosexualidad, confesó a Yaroslav Mogutin que había visto asesinatos brutales de por lo menos diez homosexuales. Uno de ellos fue asesinado por diez presos que, después de violarlo numerosas veces, saltaron con los pies juntos sobre su cabeza hasta matarlo.
En 1952 la Gran Enciclopedia Soviética explicaba bajo la entrada «homosexualismo» lo siguiente:

El origen del h[omosexualismo] está relacionado con las condiciones sociales diarias; para la abrumadora mayoría de personas que se permiten el h[omosexualismo], estas perversiones desaparecen en cuanto la persona se encuentra en un ambiente social favorable [...] En la sociedad soviética, con sus sanas costumbres, el h[omosexualismo] es una perversión sexual considerada vergonzosa y criminal. La legislación criminal considera el h[omosexualismo] punible con excepción de aquellos casos en los que el h[omosexualismo] es una manifestación de un desorden psíquico marcado.
«Gomoseksualism» (1952), p. 35

#### El régimen soviético tras Stalin (1953–1991)
Tras la muerte de Stalin en 1953, fue reemplazado por Nikita Jrushchov, que liberalizó las leyes estalinistas en cuanto al matrimonio, el divorcio y el aborto, pero mantuvo las leyes contra la sodomía. El gobierno de Jrushchov creía que, en ausencia de una ley que criminalizase la homosexualidad, el sexo entre hombres que ocurría en las prisiones se extendería entre la población general según se liberaban a los numerosos prisioneros de Stalin. Mientras que el gobierno de Stalin consideraba que homosexualidad y pedofilia eran lo mismo, el gobierno de Jrushchov consideraba la homosexualidad y los actos sexuales situacionales entre prisioneros eran lo mismo. En 1958, el ministerio del interior envió un informe secreto a las fuerzas de la ley ordenándoles incrementar el empleo de la ley contra los homosexuales. Sin embargo, Aline Mosby, una periodista extranjera que se encontraba en Rusia a finales de la década de 1950 y principios de la de 1960, atribuyó la actitud más liberal de Jrushchov al hecho de que vio algunas parejas homosexuales en público y a que no era raro ver a hombres en las salidas de ciertos teatros esperando a sus citas con actores.
Tampoco con la llegada al gobierno de Brézhnev cambió la situación. En 1964 un manual soviético sobre sexo daba las siguientes instrucciones: «Con todos los trucos a su disposición, los homosexuales buscan y consiguen la confianza de los jóvenes. Entonces actúan. No les permitas bajo ninguna circunstancia que te toquen. Tales personas deben ser inmediatamente denunciadas a los órganos administrativos, para que puedan ser eliminados de la sociedad.»
Existen indicios para creer que los homosexuales también fueron víctimas del uso de diagnósticos psiquiátricos que hizo el gobierno soviético para acallar a los disidentes y otros «pervertidos sociales». Los afectados a menudo eran internados en instituciones mentales acusados de esquizofrenia «indolente» o «insidiosa» y perdían cualquier derecho por incapacidad mental. Tanto esta «psiquiatría represiva», como el artículo 121 eran empleados para garantizar la fidelidad al partido de funcionarios y personajes públicos. Así, Serguéi Paradzhánov, uno de los grandes maestros del cine del siglo XX, fue detenido por ser homosexual en 1974 y sentenciado a cinco años de trabajos forzados. Sus colegas creían que estaba siendo castigado por sus controvertidas películas.
A principios de la década de 1970 la situación comenzó a relajarse ligeramente y la censura del gobierno comenzó a permitir breves menciones. En 1973 el autor Yerofeyev pudo incluir un breve monólogo interior sobre la homosexualidad en su obra Moscú-Petushki. Quizás la primera defensa de los derechos de gais desde la época del estalinismo fuese una breve toma de posición, crítica con el artículo 121 y pidiendo su eliminación, que se introdujo en el Libro de texto de la ley criminal soviética (1973). Victor Sosnora pudo escribir sobre el hecho de haber presenciado el brutal asesinato de un anciano actor gay en un bar de Leningrado en El Holandés Errante (1979), pero el libro solo pudo ser publicado en Alemania Oriental. Estas cortas menciones se caracterizan por haber sido realizadas por heterosexuales. Cuando el autor era gay, y específicamente cuando se consideraba que defendía los derechos de los gais, la censura tendía a ser mucho más dura. El autor gay ruso Yevgueni Jaritónov hizo circular de forma ilegal algunas historias de ficción gay antes de fallecer por problemas del corazón en 1981. El autor Guenadi Trifónov cumplió cuatro años de trabajos forzados por hacer circular sus poemas gais y, tras su liberación, se le permitió escribir y publicar con la condición de que evitase describir o hacer referencia a la homosexualidad. No fue hasta 1987 que médicos y periodistas comenzaron a discutir de forma abierta sobre el asunto desde un punto de vista científico y humanitario.
El intento en 1984 de varios homosexuales de Leningrado de crear la primera organización gay no tuvo éxito debido a la intervención del KGB. Solo tras la Glásnost se pudo llevar a cabo un proyecto similar: entre 1989 y 1990 se permitió la creación de una organización de derechos gais dirigida por Yevgeniya Debryanskaya y la publicación de una revista gay, Tema, dirigida por Roman Kalinin.
En la década de 1980 aparecieron bandas de jóvenes que apaleaban y robaban a gais, a veces animados por la policía, a sabiendas de que, si eran denunciados, los denunciantes irían a la cárcel. Una encuesta realizada en 1989 mostraba que los homosexuales eran la minoría más odiada en la sociedad rusa: el 30 % de los encuestados consideraba que los homosexuales debían ser liquidados. En una encuesta de opinión realizada en Cheliábinsk, del grupo de entre 16 y 30 años de edad, el 30 % de los que respondieron consideraban que los homosexuales debían ser «aislados de la sociedad», el 5 % que debían ser «liquidados», el 60 % tenía una actitud «negativa» hacia las personas gais y el 5 % calificaba su orientación sexual como «desafortunada».
Finalmente no se ha podido calcular el número total de hombres juzgados por el artículo 121, siendo 1988 la primera vez que se publicaron cifras oficiales, pero se cree que serían unos 1000 al año. De acuerdo con los datos oficiales, el número de hombres juzgados descendió continuamente durante la Glásnost:
- en 1987 fueron 831 sentencias para toda la Unión Soviética;
- en 1989 fueron 539;
- en 1990 fueron 497;
- en 1991 fueron 462.

De todas formas, hay que ser prudentes con estas cifras, ya que muchas acusaciones eran fabricadas y las confesiones de acusados y testigos eran a menudo obtenidas a golpes.

## Periodo postcomunista

### Gobierno de Boris Yeltsin (1991–1999)

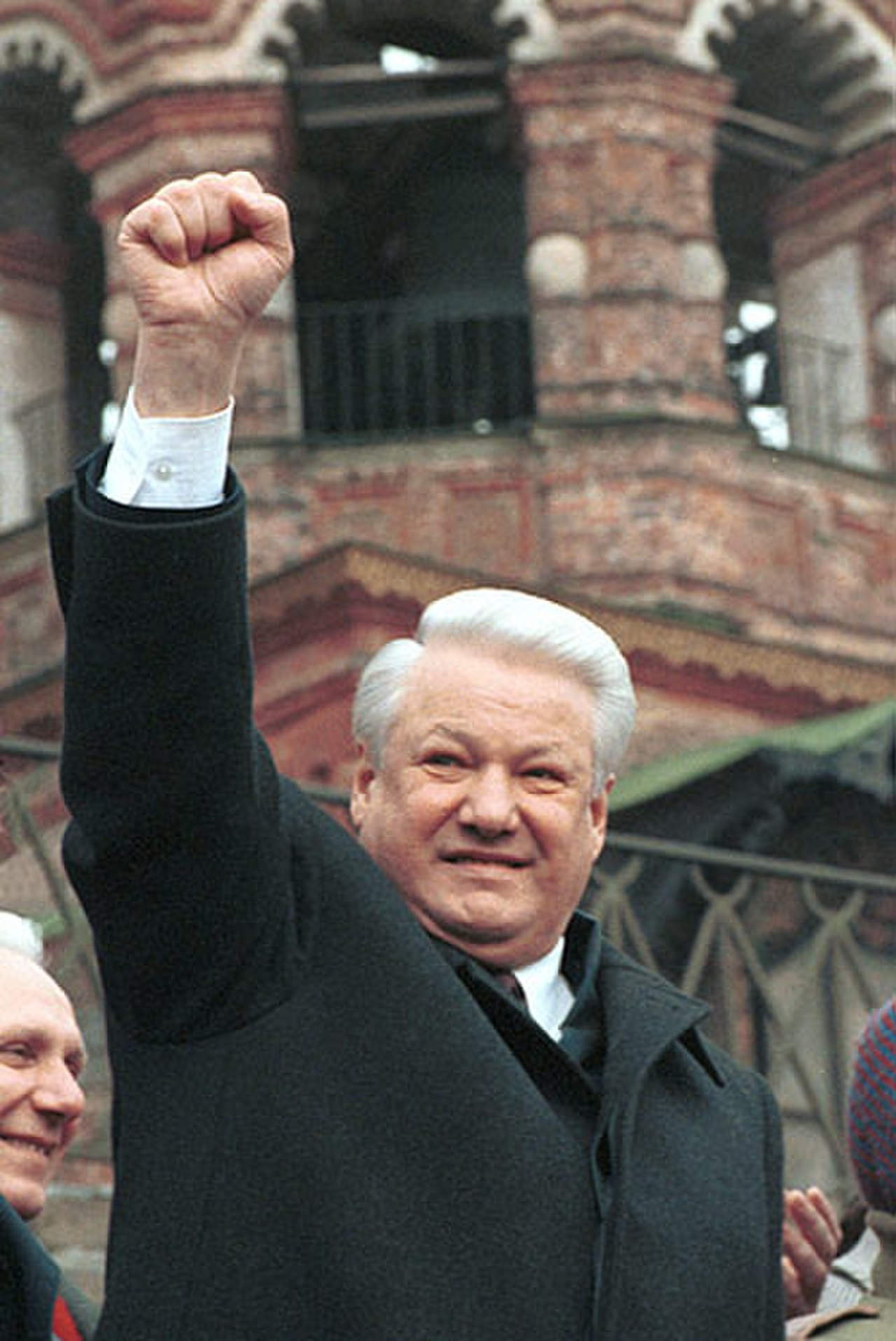
El presidente Boris Yeltsin firmó en 1993 la ley que legalizaba los actos homosexuales en Rusia.

El 27 de mayo de 1993, los actos homosexuales fueron legalizados. Sin embargo, el 13 de agosto de 1993, «no todas las personas condenadas por la legislación anterior han sido liberadas de la cárcel» y había habido «casos de homosexuales que fueron sentenciados de nuevo y retenidos en la cárcel, casos de homosexuales encarcelados que no han podido ser encontrados y fichas perdidas».
La reforma fue realizada en gran parte como resultado de las presiones ejercidas por el Consejo de Europa. Mientras que Boris Yeltsin firmaba la ley el 29 de abril de 1993, ni él, ni el parlamento tenían ningún interés por los derechos LGBTI. Esto tampoco implicó un fenómeno de súbita aceptación de la homosexualidad en la sociedad rusa. Un estudio realizado encontró que solo un 2,3 % de los rusos encuestados no tenían ningún problema con la homosexualidad; la vasta mayoría consideraba la homosexualidad problemática y una significante proporción de estos dijo que la solución adecuada era el asesinato de los que son descubiertos.
Hacia 1996 se formó una asociación a favor de los derechos humanos LGBTI, llamada Triángulo, también se publicaban varias revistas nuevas dedicadas al público LGBTI y surgían organizaciones locales al amparo de la caída del Régimen soviético. En 1993 Dmitri Kuzmin había fundado la editorial Argo-Risk, sin ánimo de lucro y financiada por Kuzmin, y publicaba las revistas Vavilon y Risk, esta última especializada en literatura. Los libros que editaba la editorial no llegaban a los 1000 ejemplares. En torno a estas revistas se formó un grupo de autores gais jóvenes: Alexander Ilianen, Vadim Kalinin, Alexánder Anashevich, Yaroslav Mogutin, Xenia Marnnikova, etc. A principios de la década del 2000 ambas revistas desaparecieron. Sin embargo, al igual que ocurrió con los grupos formados entre 1989–1990, muchas de estas iniciativas, incluyendo Triángulo, desaparecieron debido a la falta de dinero, así como a las presiones legales y el acoso social al que se veían sometidas.

### Gobierno de Vladímir Putin (1999-actualidad)

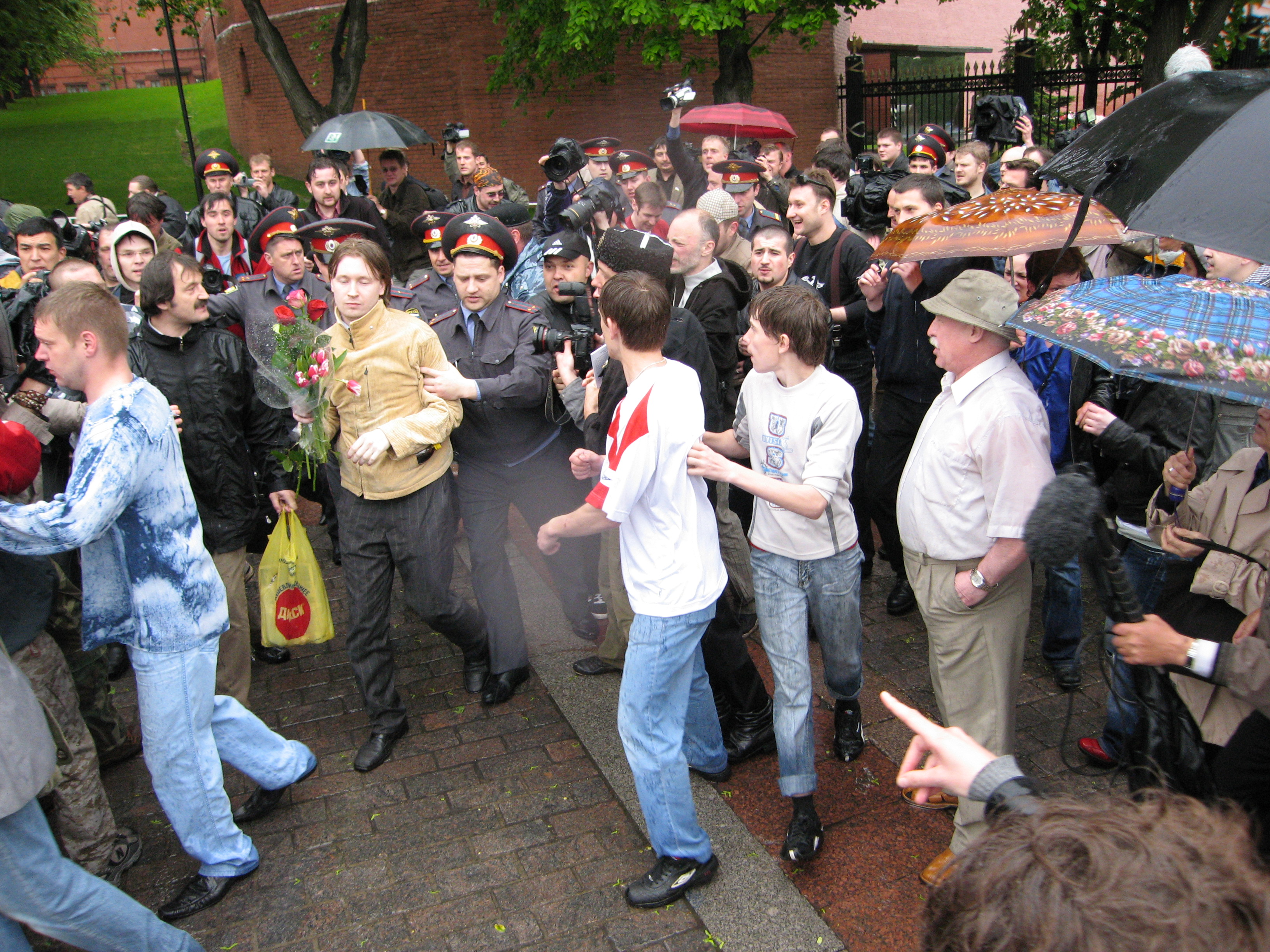
Foto de la detención de Nikolái Alexéyev durante el primer orgullo de Moscú, el 27 de mayo de 2006.

La homofobia todavía está muy extendida y muchos son víctimas de violencia social y gubernamental. Además, el gobierno todavía se opone a las organizaciones LGBTI como si fueran organizaciones criminales y obstruye cualquier intento de registro. En 2002 los conservadores introdujeron una propuesta de ley en la Duma para recriminalizar la homosexualidad, acusándolos de la rápida expansión del Sida y la decadencia moral de la sociedad. La Iglesia ortodoxa rusa muestra tradicionalmente una fuerte oposición a la homosexualidad. En 2003 hubo un incidente en Nizhni Nóvgorod cuando un cura ortodoxo casó a una pareja de gays en su capilla. La Iglesia reaccionó expulsando al cura de su puesto, desacralizando y demoliendo la capilla y afirmando que la ceremonia era un ataque a las normas y valores fundamentales.
A pesar de todo existe un lento renacer de la subcultura homosexual. En muchas ciudades existen grupos locales trabajando por los derechos de los homosexuales. Discotecas y cafés para homosexuales se han convertido lentamente en un hecho habitual y su número aumenta. El dúo de pop t.A.T.u., que juega con el posible lesbianismo de sus componentes, ha reabierto la discusión sobre el tema. En 2007 se formó en San Petersburgo el Festival de Lírica Amorosa Lésbica (FLLL), que sobrevivió solo tres ediciones hasta 2008. En él participaron las poetisas Nastia Denísova y Nadia Diaguíleva, las organizadoras, y otras muchas, que fueron publicadas en una revista titulada Le Lyu Li, que incluía obras de Nastia Afansieva, Ala Gorbunova, Tatiana Moséyeva o Faina Grimberg, entre otras.
En 2006 y 2007 se prohibió la marcha del orgullo gay de Moscú y en ambos casos los manifestantes, entre los que se encontraba el parlamentario alemán Volker Beck, sufrieron ataques violentos por parte de skinheads, nacionalistas rusos y militantes ortodoxos. La marcha fue nuevamente prohibida en 2008, 2009, 2010 y 2011.
Hacia mediados de la década de 2010 la homofobia se ha convertido en parte de una estrategia política externa de afirmación frente a Occidente e interna de defensa de los «valores tradicionales». Así, el ministro de exteriores, Serguéi Lavrov, afirmó en 2014 ante la Consejo de Derechos Humanos de la ONU que, «los que apoyan las posturas ultraliberales, son partidarios de la permisividad sin límites y del hedonismo, y piden que se revisen los valores morales». En 2014 Rusia se opuso a una resolución no vinculante en la ONU en contra de la homofobia y la transfobia, y en 2015 se opuso a que las uniones del mismo sexo de los empleados de la ONU fueran reconocidos. En 2014 se celebraba en Moscú el Congreso Mundial de las Familias, un encuentro internacional de grupos conservadores y homófobos. Durante los disturbios provocados por aficionados rusos en la Eurocopa 2016, Vladimir Markin, un alto funcionario de seguridad ruso, afirmaba en un twitter, «súper policía rusa: desfiles del orgullo gay han hecho policía francesa débil y sin preparación para hooligans rusos poderosos, machotes», horas después de que París hubiese iluminado la Torre Eiffel con los colores del arco iris en honor a los muertos en la masacre de la discoteca Pulse de Orlando. Al nivel de la calle, el club de moteros Lobos Nocturnos, asociado con el presidente ruso, Vladímir Putin, y que sugiere como nombre alternativo para sí mismos «Muerte a los maricones», organizó en febrero de 2015 una gran manifestación en contra del Euromaidán, cuyo eslogan era «¡No necesitamos ideología occidental ni manifestaciones gais!».
El 22 de marzo de 2024, el «movimiento social LGBT internacional y sus unidades estructurales» fue añadido a la «lista unificada de organizaciones y personas terroristas y extremistas».
En cuanto a la política interior, el principal instrumento es la ley rusa contra la propaganda homosexual.

## Situación social

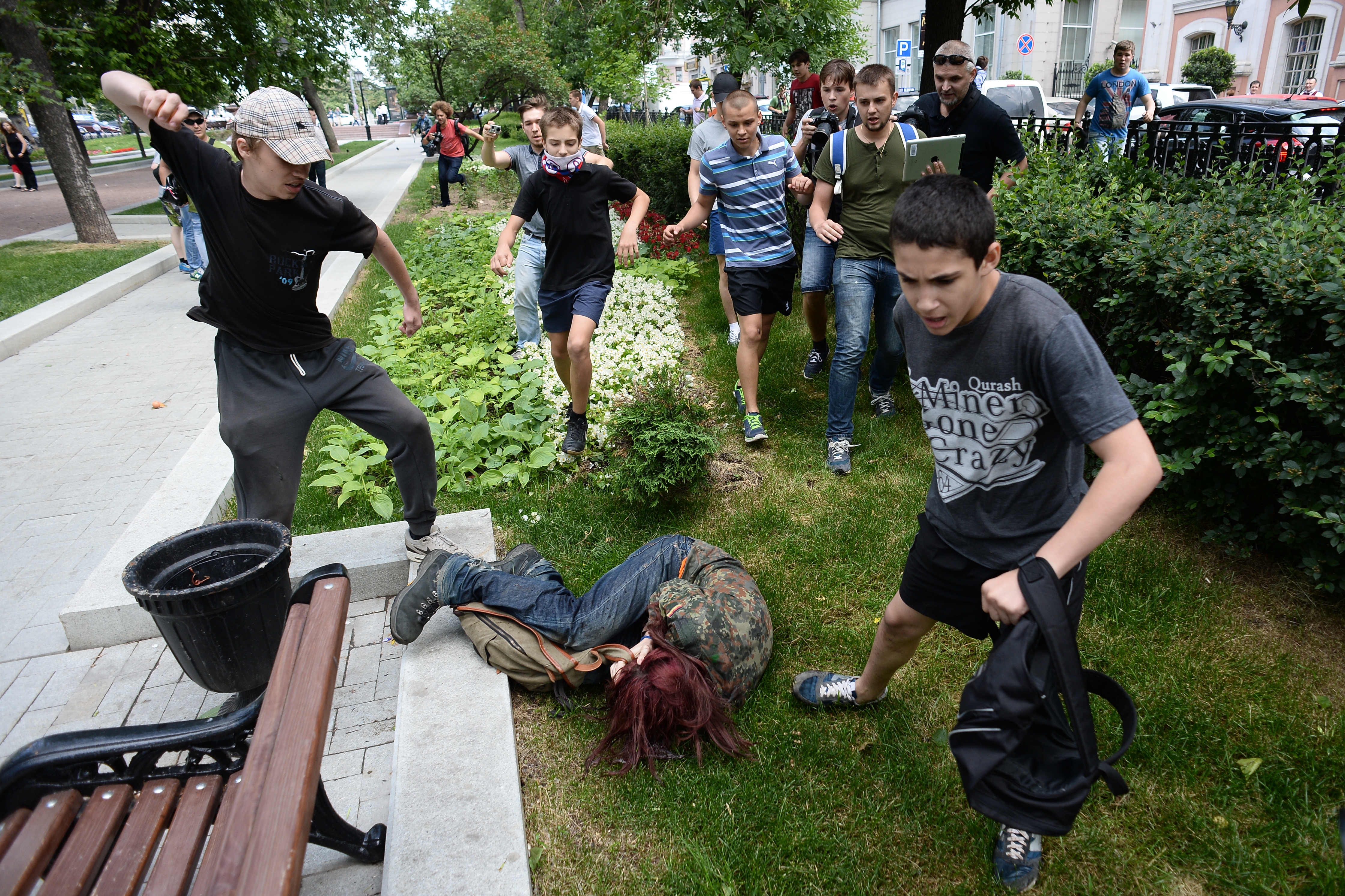
Violencia contra personas LGBTI protestando en contra de la ley de propaganda homosexual delante del parlamento Ruso en Moscú.

La opinión pública rusa está entre las más hostiles del mundo hacia la homosexualidad, si no se tienen en cuenta los países musulmanes. Una encuesta de 2007 mostró que el 68 % de los rusos cree que la homosexualidad siempre está mal (54 %) o casi siempre está mal (14 %). En otra de 2005, el 44 % de los rusos estaba a favor de criminalizar actos sexuales consentidos entre hombres adultos; a la vez que un 43 % estaba a favor de una prohibición de la discriminación basada en la orientación sexual. En una encuesta de 2013, un 16 % de rusos creía que los homosexuales debían ser aislados de la sociedad, un 22 % consideraba que debían ser forzados a someterse a terapia de reorientación sexual y un 5 % opinaba que los homosexuales debían ser «liquidados». Otra encuesta de 2013 mostró que un 74 % de los rusos consideran que los homosexuales no deben ser aceptados por la sociedad, subiendo desde el 60 % que afirmó lo mismo en 2002. En comparación, solo un 16 % afirmó que los homosexuales debían ser aceptados por la sociedad. En general, se ha achacado a la ley contra la propaganda homosexual aprobada en 2013 un aumento de la violencia homófoba en el país.
De ilustración sirva un experimento publicado en Youtube, en el que dos hombres jóvenes paseaban de la mano en Moscú. Los dos jóvenes, que no eran gais, fueron sometidos a insultos y violencia física, de forma que tuvieron que parar el experimento porque se sentían amenazados. Se han formado grupos, como «Occupy Paedophilia», que buscan a jóvenes homosexuales por Internet, para atraerlos y luego maltratarlos. Occupy Paedophilia ha sido denunciado en 100 ocasiones por activistas LGBTI, sin que haya habido reacción alguna por parte de las autoridades. En 2015 un local gay fue atacado en Toliatti, y durante la Eurocopa 2016, aficionados rusos atacaron a tiros un club gay en Ekaterimburgo, pocas horas después de la masacre de la discoteca Pulse de Orlando, sin que la policía actuase. Las flores y banderas del arco iris que fueron colocadas en la embajada estadounidense en Moscú, en recuerdo de las víctimas de la masacre de Orlando, fueron pateadas y la bandera quemada esa misma noche, en cambio una pareja gay que había tratado de dejar un cartel con el mensaje «Love wins» fue detenida.
Los asaltos a grupos e individuos LGBTI ha provocado que algunas agrupaciones de defensa de los derechos LGBTI comiencen a hablar de «pogromos». Homosexuales rusos han comenzado a exiliarse, como ha sido el caso del activista Alexei Kiselev, refugiado en España, del pintor Konstantin Altunin, huido a Francia, o la periodista Masha Gessen, trasladada a Estados Unidos.
La mentalidad soviética sobre la homosexualidad ha sobrevivido en la psiquiatría rusa hasta nuestros días. Por ejemplo, a pesar de la eliminación de la homosexualidad de la nomenclatura de los desórdenes mentales, un 62,5 % de los 450 psiquiatras entrevistados en la región de Rostov consideraban la homosexualidad como una enfermedad y hasta tres cuartos creían que era un comportamiento inmoral. Los psiquiatras se oponían a las marchas del orgullo y empleaban estrategias veladas para conseguir que despidieran a lesbianas y gais de escuelas, guarderías y otras instituciones públicas.
El patriarca de Moscú, Cirilo I, ha declarado públicamente que consideraba el matrimonio entre personas del mismo sexo «una señal muy peligrosa del Apocalipsis». De hecho, la Iglesia Ortodoxa Rusa ha pedido que se vote la prohibición de la homosexualidad en referéndum. En 2012 amenazaron con excomulgar a los organizadores del concierto de Madonna en San Petersburgo, cuando esta anunció que hablaría sobre los derechos LGBTI en Rusia.

### Mejoras en la situación social actual de la comunidad LGBT
Los sociólogos del Centro Levada preguntaron a los rusos sobre su actitud hacia las personas de orientación sexual no tradicional. La encuesta mostró un aumento en la tolerancia hacia los homosexuales. Las respuestas a la pregunta de si las personas LGBT deberían disfrutar de los mismos derechos que los ciudadanos de orientación sexual tradicional se dividieron casi por igual: el 47% estaba a favor y el 43% en contra.
Esta es la tasa más alta de apoyo a la igualdad de derechos para las personas LGBT en los últimos 14 años de investigación.
Denis Volkov, subdirector del Centro Levada, atribuyó esto a una disminución en el efecto de la campaña en torno a la ley adoptada en Rusia en 2013 que «prohíbe la promoción de relaciones sexuales no tradicionales entre menores» (Ley rusa contra la propaganda homosexual). En 2017, el Tribunal Europeo de Derechos Humanos reconoció el documento como discriminatorio.
El analista político Aleksey Makarkin dijo que el motivo de la mejora en la actitud de los ciudadanos hacia las personas LGBT fue la negativa de las autoridades a apelar a los sentimientos homofóbicos de la población en el marco de la «ola conservadora». «Esta emoción se ha ido, porque no se habla de ella en la televisión, ha vuelto a las típicas subculturas conservadoras. Pero si mañana vuelven a mostrar gente con ojos ardientes que gritará que alguien está corrompiendo nuevamente los cimientos morales millennials de Rusia, el grado de intolerancia hacia las personas LGBT volverá a aumentar», dijo el experto.

#### ¿Qué grupos sociales son los más tolerantes?
Casi el 40% de los rusos tiene una actitud neutral hacia las personas LGBT, y poco más de la mitad (56%), sin embargo, declaró su actitud negativa.
El número de personas que tienen conocidos homosexuales ha aumentado del 6 al 8% desde 2016, «aunque no se debe descartar que la gente simplemente se sienta más cómoda hablando de ello con los entrevistadores. En cualquier caso, el crecimiento de este indicador significa una tendencia hacia una lenta normalización de las actitudes hacia las personas LGBT en nuestro país», señaló en los comentarios a los resultados de la encuesta del Centro Levada.
Aquellos rusos que tienen homosexuales entre sus amigos tienen una mejor actitud hacia las personas LGBT. Entre ellos, aproximadamente el 80% de los encuestados demuestra una actitud «neutral o positiva», notablemente más que en cualquier otro grupo.
La mayor tolerancia la muestran los jóvenes menores de 25 años (60% de respuestas neutrales y positivas en la categoría de menores de 25 versus 33% entre los ancianos), residentes de las ciudades más grandes (51 versus 34% en áreas rurales), personas con educación superior (48 frente al 36% entre los que no lo tienen) y buenos ingresos (49 frente al 32% entre los más pobres).

## Situación legal
La organización ILGA Europa situó en 2014 a Rusia en última posición con un 6 % en su clasificación de países europeos según las protecciones y derechos que ofrecen a sus ciudadanos LGBT. En comparación, la primera posición era para el Reino Unido con un 82 % y la tercera para España, con un 73 %. En 2015 Rusia subía una posición, al penúltimo puesto, con un 8 %, delante de Azerbaiyán, que cerraba la cola con un 5 %.
Legalidad de los actos homosexualesLos actos homosexuales entre adultos (18 años) que consienten son legales en Rusia desde el 27 de mayo de 1993. Desde la introducción del CIE-10 en 1999, la homosexualidad también ha sido eliminada de la lista de desórdenes mentales.
Edad de consentimiento sexualLa edad de consentimiento sexual está en los 16 años (artículo 134-135 del código penal ruso) desde 2003; anteriormente, de 1998 a 2003 había sido de 14 años. Esto es válido tanto para las relaciones heterosexuales como para las homosexuales. Sin embargo, existen diversos casos de discriminación: mientras los contactos heterosexuales con jóvenes de 14 y 15 años son castigados con 4 años, el equivalente homosexual está castigado con 6 años; no hay delito en casos heterosexuales cuando la diferencia de edad es de máximo 4 años, lo que no es válido en casos homosexuales; la edad de matrimonio a nivel federal es de 18 años, pero las regiones pueden reducir localmente esta edad hasta los 14 años, lo que puede llevar a que, en casos de estupro heterosexual, el matrimonio pueda evitar la condena.
Matrimonio igualiarioNo existe ningún tipo de reconocimiento legal a las parejas homosexuales. En una conferencia de prensa, la jefa de la oficina del registro civil de Moscú, Irina Muraviova, declaró que «Los intentos de casarse de parejas del mismo sexo tanto en Moscú, como en otros lugares de Rusia, están abocados al fracaso. Vivimos en una sociedad civil, estamos guiados por la ley federal, por la constitución que dice claramente: el matrimonio en Rusia es entre un hombre y una mujer. Un matrimonio tal [del mismo sexo] no puede ser realizado en Rusia». La gran mayoría del público ruso también está en contra del matrimonio igualitario.
Servicio militarSegún información de Pravda, en el pasado, algunos jóvenes rusos afirmaban ser homosexuales para evitar el servicio militar. El Teniente General del Servicio Médico trató de cambiar esto en 2003, cuando anunció que bajo un nuevo estatuto la homosexualidad no sería justificación para ser excluido del servicio militar: «El asunto de la homosexualidad de una persona no es médico. No existe un diagnóstico de homosexualidad en la medicina. No existe una enfermedad en la clasificación de [la] Organización Mundial de la Salud. El nuevo estatuto sobre los peritos militares y médicos sigue la práctica de la ley internacional. Por lo tanto, las razones para evaluar la capacidad de los homosexuales para servir son las mismas: salud física y psíquica.» Sin embargo, añadió que personas con «orientaciones sexuales no estándar» no deberían revelar su orientación sexual durante el servicio militar, porque «a otros soldados no les va a gustar, pueden ser apaleados.» El presidente Putin dijo en una entrevista con una televisión estadounidense en 2010 que hombres que son abiertamente gais no son excluidos del servicio militar en Rusia. En 2013 se informó que el Ministerio de Defensa había distribuido una guía sobre la evaluación de la salud mental de nuevos reclutas que recomienda preguntar a los soldados sobre su historia sexual y buscar ciertos tipos de tatuajes, sobre todo en la zona genital y de las nalgas, que supuestamente serían indicio de homosexualidad.

### Prohibición de la propaganda de la homosexualidad

Regiones que prohíben la «propaganda» LGBT

Desde 2006 diez regiones han prohibido la «propaganda» de la homosexualidad. Algunas regiones también prohíben la «propaganda» de la bisexualidad y transexualidad:
- Óblast de Riazán: desde el 22 de abril de 2006.[78]
- Óblast de Arcángel: desde el 22 de octubre de 2011.[79] Derogada en 2013 después de la aprobación de la ley federal.
- Óblast de Kostroma: desde el 28 de febrero de 2012.[80][81]
- San Petersburgo: desde el 30 de marzo de 2012.[82] Derogada en 2014
- Óblast de Magadán: desde el 30 de junio de 2012.
- Óblast de Novosibirsk: desde el 3 de julio de 2012.[83]
- Krai de Krasnodar: desde el 19 de julio de 2012.
- Óblast de Samara: desde el 22 de julio de 2012.
- Bashkortostán: desde el 5 de agosto de 2012. Es la única región que no incluye ningún tipo de sanción administrativa o multa.
- Óblast de Kaliningrado: desde el 19 de abril de 2013.[84]